# Östasiatiska mästerskapet i fotboll 2013
Östasiatiska mästerskapet i fotboll 2013 var det femte östasiatiska mästerskapet och avgjordes mellan 20 och 28 juli 2012 i Sydkorea. Turneringen vanns av Japan före Kina.

## Kvalspel
Japan, Kina och Sydkorea var direktkvalificerade för huvudturneringen. Övriga lag fick kvala om den fjärde- och sistaplatsen, Australien, inbjudet från AFF (sydöstasiens fotbollsförbund), Hongkong, Kinesiska Taipei, Nordkorea gick in i andra kvalomgången, medan Guam, Macao, Nordmarianerna fick börja i första kvalomgången. Mongoliet deltog inte då man var avstängt av EAFF (östasiens fotbollsförbund).

## Gruppspel

### Tabell
| Nr | Lag        | S | V | O | F | GM | IM | MS | P |
| -- | ---------- | - | - | - | - | -- | -- | -- | - |
| 1  | Japan      | 3 | 2 | 1 | 0 | 8  | 6  | +2 | 7 |
| 2  | Kina       | 3 | 1 | 2 | 0 | 7  | 6  | +1 | 5 |
| 3  | Sydkorea   | 3 | 0 | 2 | 1 | 1  | 2  | −1 | 2 |
| 4  | Australien | 3 | 0 | 1 | 2 | 5  | 7  | −2 | 1 |

### Matcher
| 1           | 20 juli 2013 | Sydkorea | 0 – 0   | Australien | Seoul World Cup Stadium                               |                                                       |
| 19:00 UTC+9 | 19:00 UTC+9  |          | Rapport |            | Seoul Publik: 31 571 Domare: Yuichi Nishimura (Japan) | Seoul Publik: 31 571 Domare: Yuichi Nishimura (Japan) |
| 19:00 UTC+9 | 19:00 UTC+9  |          |         |            | Seoul Publik: 31 571 Domare: Yuichi Nishimura (Japan) | Seoul Publik: 31 571 Domare: Yuichi Nishimura (Japan) |
| 19:00 UTC+9 | 19:00 UTC+9  |          |         |            | Seoul Publik: 31 571 Domare: Yuichi Nishimura (Japan) | Seoul Publik: 31 571 Domare: Yuichi Nishimura (Japan) |

| 2           | 21 juli 2013 | Japan                                                   | 3 – 3           | Kina                                         | Seoul World Cup Stadium                               |                                                       |
| 21:00 UTC+9 | 21:00 UTC+9  | Yuzo Kurihara 32′ Yoichiro Kakitani 59′ Masato Kudo 60′ | (1 – 1) Rapport | 4′ (str.), 80′ (str.) Wang Yongpo 86′ Sun Ke | Seoul Publik: 3 500 Domare: Ben Williams (Australien) | Seoul Publik: 3 500 Domare: Ben Williams (Australien) |
| 21:00 UTC+9 | 21:00 UTC+9  |                                                         |                 |                                              | Seoul Publik: 3 500 Domare: Ben Williams (Australien) | Seoul Publik: 3 500 Domare: Ben Williams (Australien) |
| 21:00 UTC+9 | 21:00 UTC+9  |                                                         |                 |                                              | Seoul Publik: 3 500 Domare: Ben Williams (Australien) | Seoul Publik: 3 500 Domare: Ben Williams (Australien) |

| 3           | 24 juli 2013 | Sydkorea | 0 – 0   | Kina | Hwaseong Stadium                                                |                                                                 |
| 20:00 UTC+9 | 20:00 UTC+9  |          | Rapport |      | Hwaseong Publik: 23 675 Domare: Valentin Kovalenko (Uzbekistan) | Hwaseong Publik: 23 675 Domare: Valentin Kovalenko (Uzbekistan) |
| 20:00 UTC+9 | 20:00 UTC+9  |          |         |      | Hwaseong Publik: 23 675 Domare: Valentin Kovalenko (Uzbekistan) | Hwaseong Publik: 23 675 Domare: Valentin Kovalenko (Uzbekistan) |
| 20:00 UTC+9 | 20:00 UTC+9  |          |         |      | Hwaseong Publik: 23 675 Domare: Valentin Kovalenko (Uzbekistan) | Hwaseong Publik: 23 675 Domare: Valentin Kovalenko (Uzbekistan) |

| 4           | 25 juli 2013 | Japan                                | 3 – 2           | Australien                       | Hwaseong Stadium                              |                                               |
| 20:00 UTC+9 | 20:00 UTC+9  | Manabu Saito 26′ Yuya Osako 56′, 79′ | (1 – 0) Rapport | 76′ Mitchell Duke 78′ Tomi Jurić | Hwaseong Publik: 1 458 Domare: Tan Hai (Kina) | Hwaseong Publik: 1 458 Domare: Tan Hai (Kina) |
| 20:00 UTC+9 | 20:00 UTC+9  |                                      |                 |                                  | Hwaseong Publik: 1 458 Domare: Tan Hai (Kina) | Hwaseong Publik: 1 458 Domare: Tan Hai (Kina) |
| 20:00 UTC+9 | 20:00 UTC+9  |                                      |                 |                                  | Hwaseong Publik: 1 458 Domare: Tan Hai (Kina) | Hwaseong Publik: 1 458 Domare: Tan Hai (Kina) |

| 5           | 28 juli 2013 | Australien                                          | 3 – 4           | Kina                                          | Olympiastadion                                       |                                                      |
| 17:15 UTC+9 | 17:15 UTC+9  | Aaron Mooy 30′ Adam Taggart 90′ Mitchell Duke 90+4′ | (1 – 1) Rapport | 5′ Yu Dabao 56′ Sun Ke 87′ Yang Xu 90′ Wu Lei | Seoul Publik: 10 526 Domare: Kim Dong-jin (Sydkorea) | Seoul Publik: 10 526 Domare: Kim Dong-jin (Sydkorea) |
| 17:15 UTC+9 | 17:15 UTC+9  |                                                     |                 |                                               | Seoul Publik: 10 526 Domare: Kim Dong-jin (Sydkorea) | Seoul Publik: 10 526 Domare: Kim Dong-jin (Sydkorea) |
| 17:15 UTC+9 | 17:15 UTC+9  |                                                     |                 |                                               | Seoul Publik: 10 526 Domare: Kim Dong-jin (Sydkorea) | Seoul Publik: 10 526 Domare: Kim Dong-jin (Sydkorea) |

| 6           | 28 juli 2013 | Sydkorea       | 1 – 2           | Japan                        | Olympiastadion                                         |                                                        |
| 20:00 UTC+9 | 20:00 UTC+9  | Yun Il-lok 33′ | (1 – 1) Rapport | 25′, 90+1′ Yoichiro Kakitani | Seoul Publik: 47 258 Domare: Ben Williams (Australien) | Seoul Publik: 47 258 Domare: Ben Williams (Australien) |
| 20:00 UTC+9 | 20:00 UTC+9  |                |                 |                              | Seoul Publik: 47 258 Domare: Ben Williams (Australien) | Seoul Publik: 47 258 Domare: Ben Williams (Australien) |
| 20:00 UTC+9 | 20:00 UTC+9  |                |                 |                              | Seoul Publik: 47 258 Domare: Ben Williams (Australien) | Seoul Publik: 47 258 Domare: Ben Williams (Australien) |

## Sammanställning
| Nr | Lag              | S | V | O | F | GM | IM | MS  | P  |
| -- | ---------------- | - | - | - | - | -- | -- | --- | -- |
| 1  | Japan            | 3 | 2 | 1 | 0 | 8  | 6  | +2  | 7  |
| 2  | Kina             | 3 | 1 | 2 | 0 | 7  | 6  | +1  | 5  |
| 3  | Sydkorea         | 3 | 0 | 2 | 1 | 1  | 2  | −1  | 2  |
| 4  | Australien       | 7 | 3 | 2 | 2 | 24 | 8  | +16 | 11 |
| 5  | Nordkorea        | 4 | 3 | 1 | 0 | 16 | 2  | +14 | 10 |
| 6  | Hongkong         | 4 | 2 | 0 | 2 | 4  | 6  | −2  | 6  |
| 7  | Kinesiska Taipei | 4 | 0 | 1 | 3 | 2  | 17 | −15 | 1  |
| 8  | Guam             | 6 | 2 | 1 | 3 | 8  | 18 | −10 | 7  |
| 9  | Macao            | 2 | 1 | 0 | 1 | 5  | 4  | +1  | 3  |
| 10 | Nordmarianerna   | 2 | 0 | 0 | 2 | 2  | 8  | −6  | 0  |